# Uniechowo (Białoruś)
Uniechowo (biał. Унехава, Uniechawa; ros. Унехово, Uniechowo) – wieś na Białorusi, w obwodzie grodzieńskim, w rejonie korelickim, w sielsowiecie Łuki.

## Historia
W Rzeczypospolitej Obojga Narodów wieś leżała w województwie nowogródzkim, w powiecie nowogródzkim.
W wyniku III rozbioru znalazło się w Rosji. W XIX i w początkach XX w. wieś i folwark położone w guberni mińskiej, w powiecie nowogródzkim, w gminie Żuchowicze. W początkach XIX w. było własnością Puttkamerów. Wawrzyniec Puttkamer w Uniechowie poznał się z Marylą Wereszczakówną.
W dwudziestoleciu międzywojennym wieś i folwark leżące w Polsce, w województwie nowogródzkim, w powiecie stołpeckim, w gminie Żuchowicze. W 1921 wieś i folwark liczyły łącznie 265 mieszkańców, zamieszkałych w 45 budynkach, w tym 264 Białorusinów i 1 Polaka. 264 mieszkańców było wyznania prawosławnego i 1 rzymskokatolickiego.
Po II wojnie światowej w granicach Związku Sowieckiego. Od 1991 w niepodległej Białorusi.